# Yusuke Minoguchi
Yusuke Minoguchi (Hokkaido, 23 d'agost de 1965) és un futbolista japonès.

## Selecció japonesa
Va formar part de l'equip olímpic japonès a la Copa d'Àsia de 1988.